# Kościół Trójcy Przenajświętszej w Leżajsku
Kościół Trójcy Przenajświętszej w Leżajsku – kościół farny w Leżajsku przy Rynku 35.
W 1604 po rozbiórce drewnianego kościoła rozpoczęto budowę, którą w 1608 zniszczył Stadnicki. Ostatecznie wybudowany w 1616, a konsekrowany w 1619. W 1624 odparł najazd Tatarów. W 1656 uszkodzony przez Szwedów. W ołtarzu po prawej stronie nawy głównej znajduje Obraz Matki Bożej z XVI wieku. Świątynię ochrania wysoki mur z otworami strzelniczymi.

## Galeria

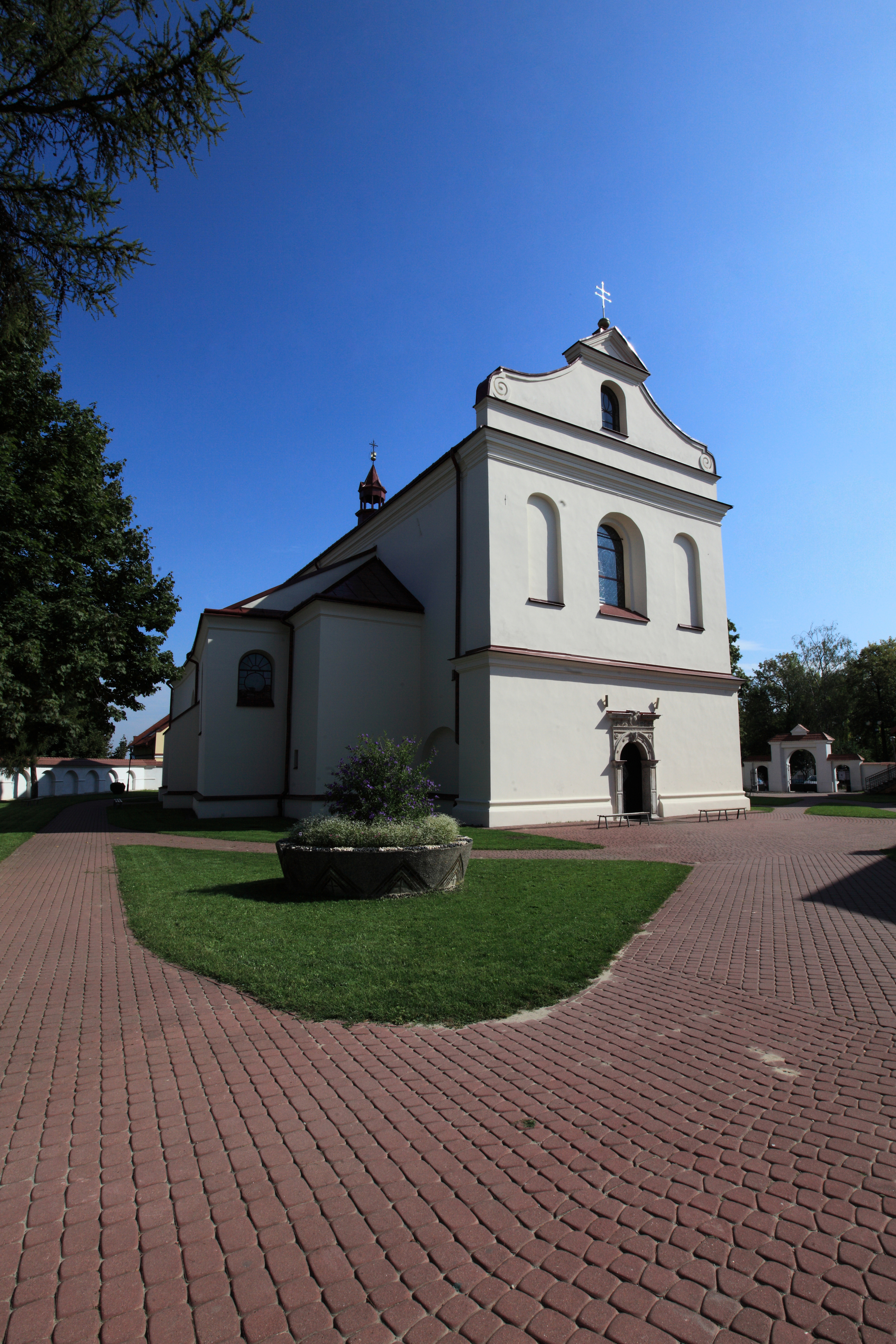
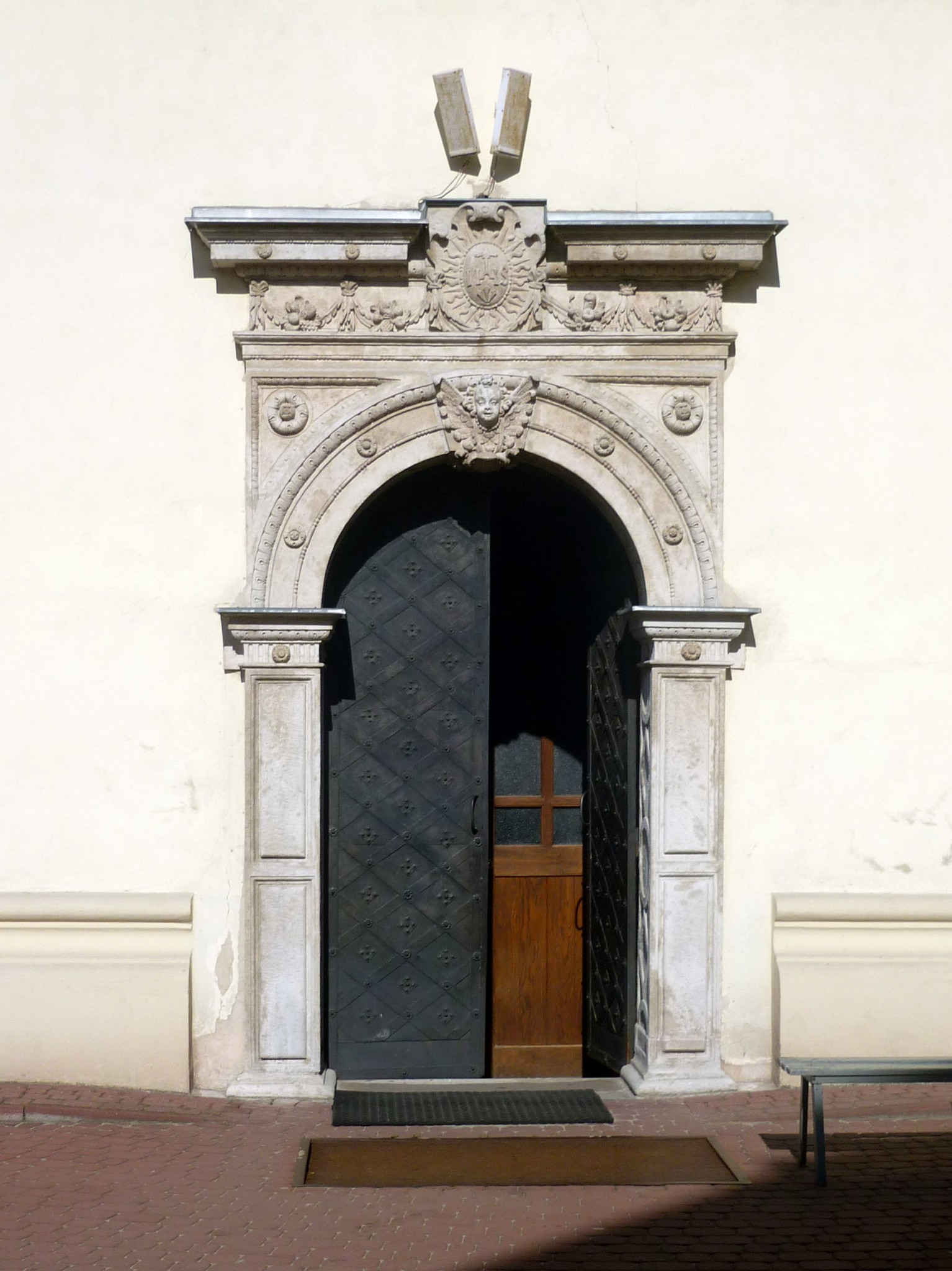
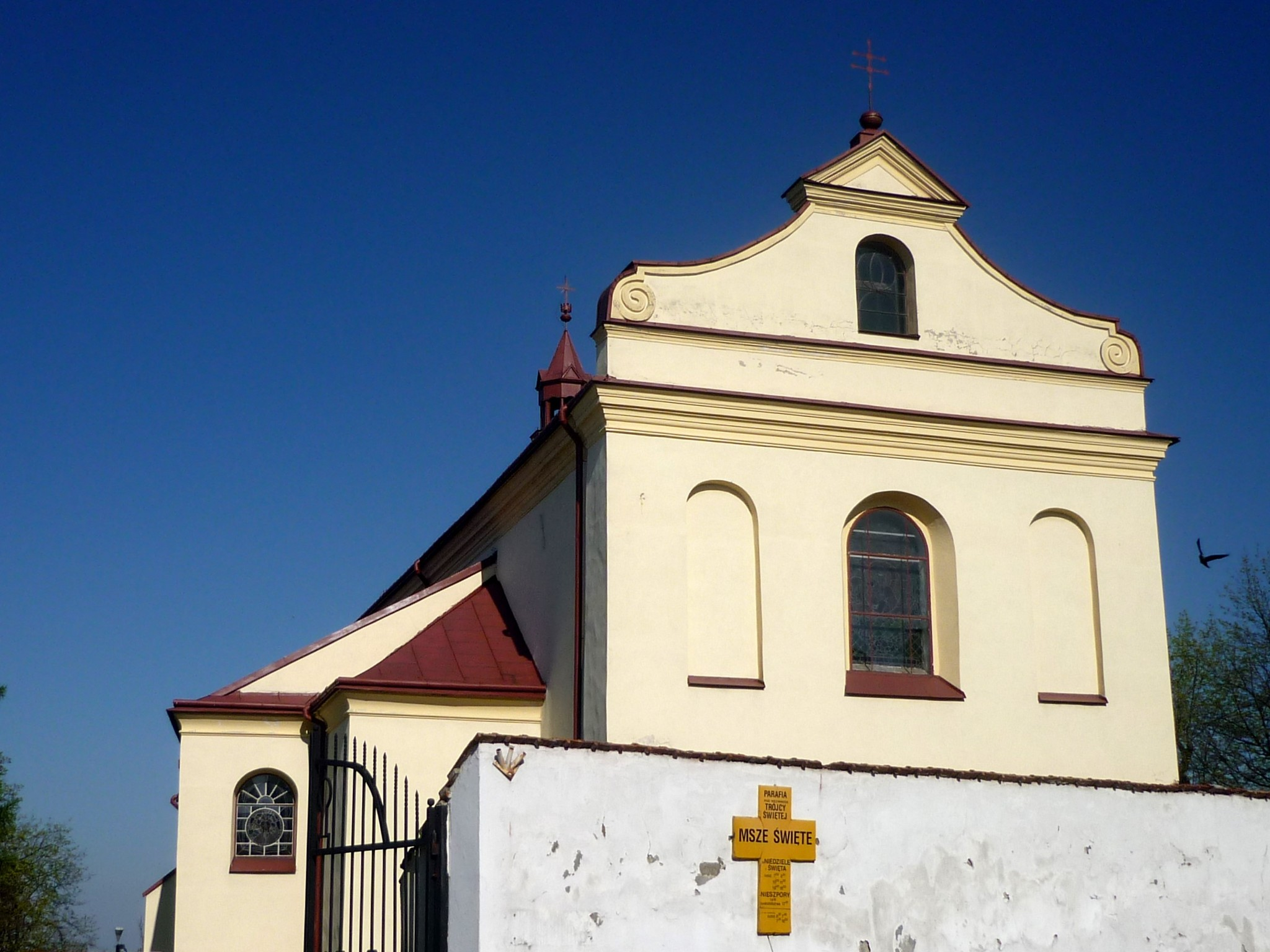
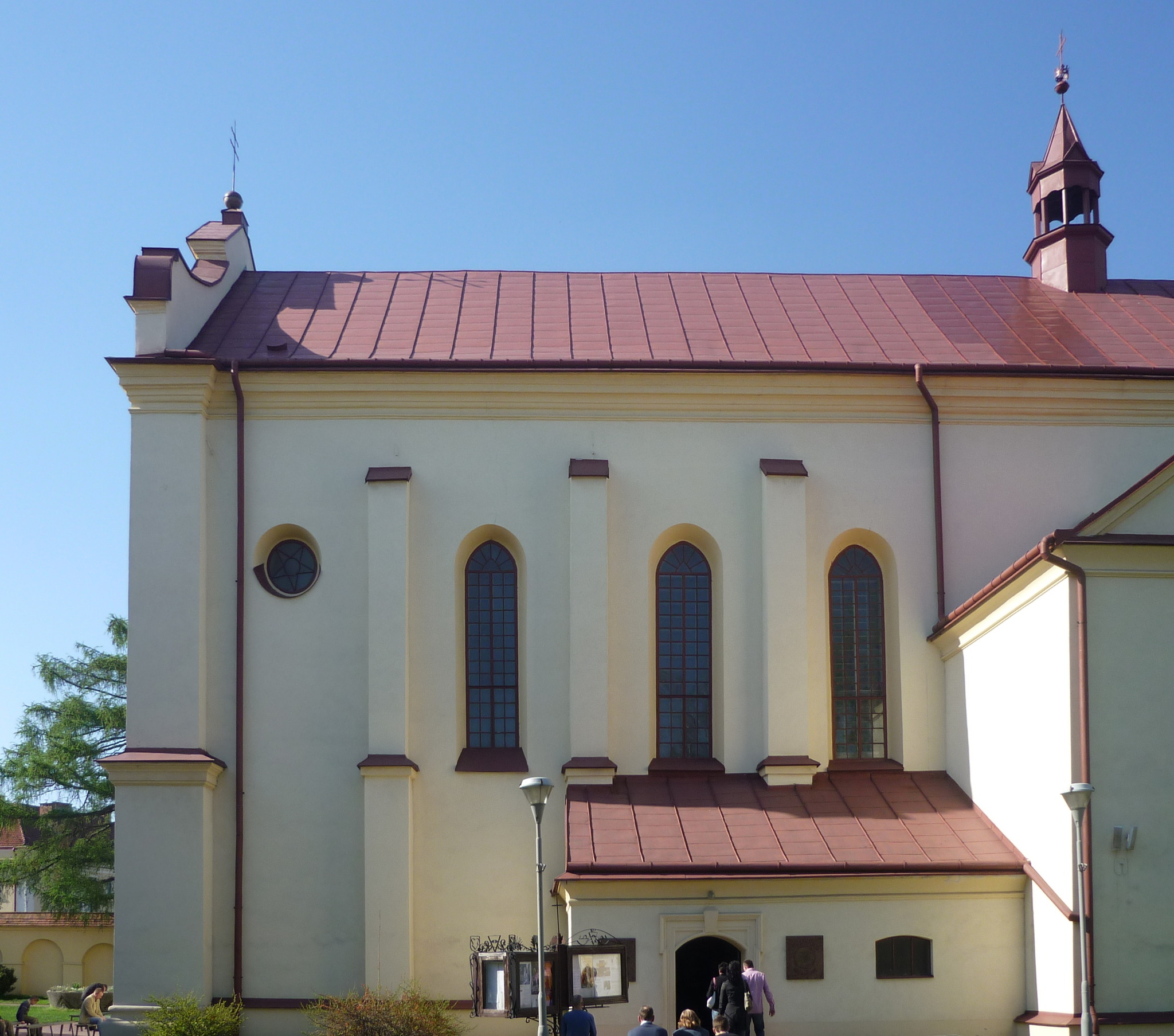
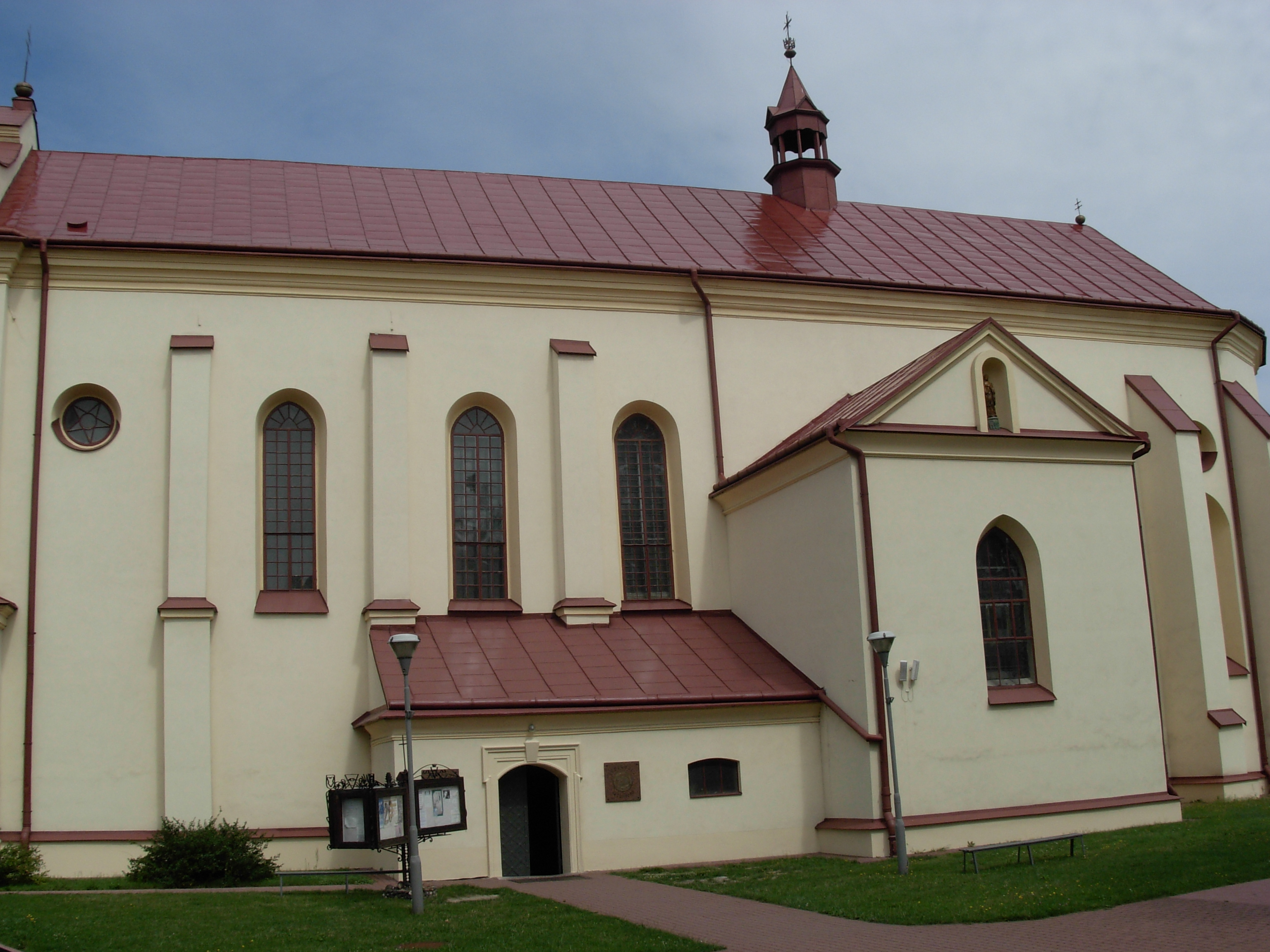
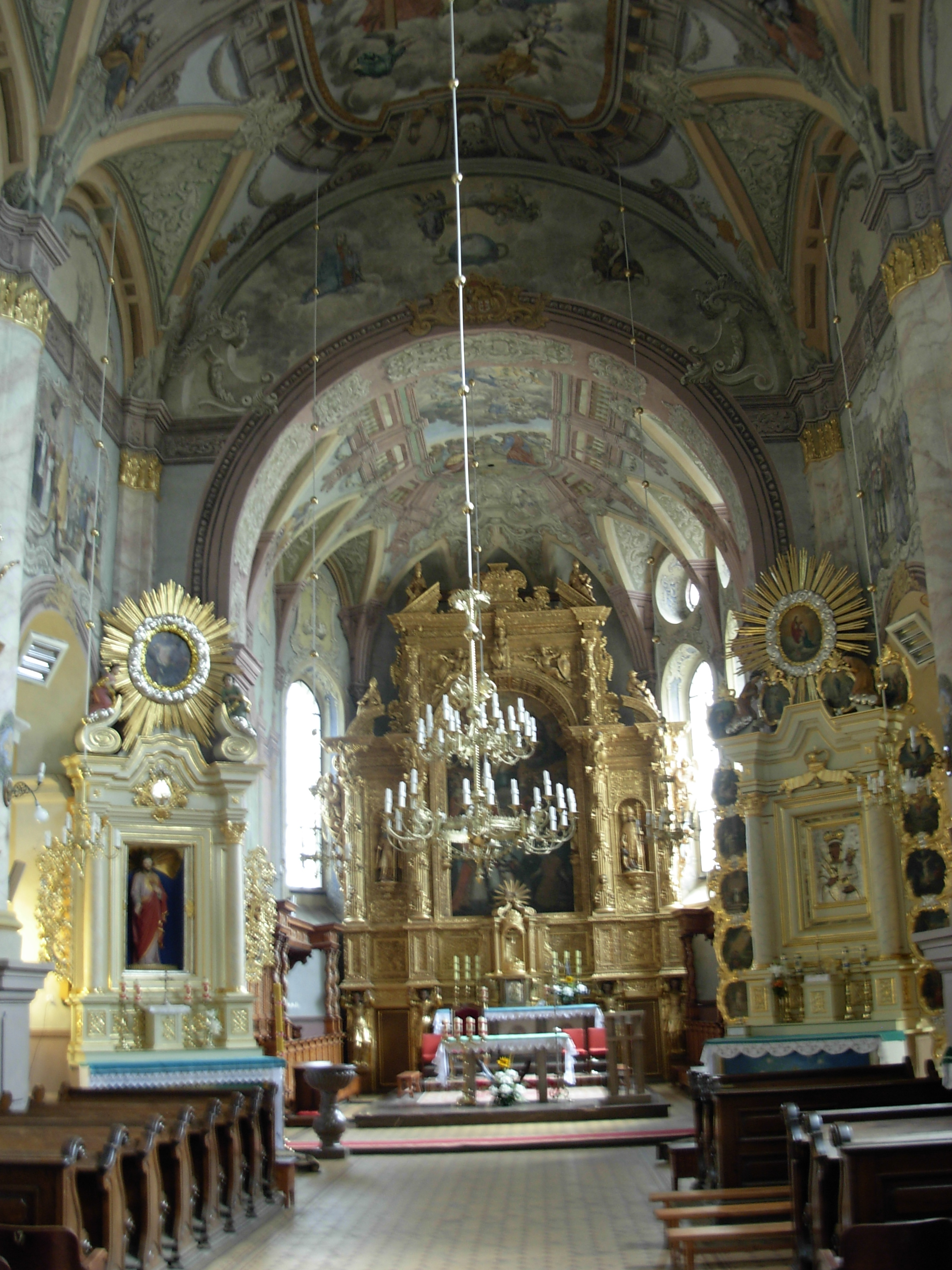
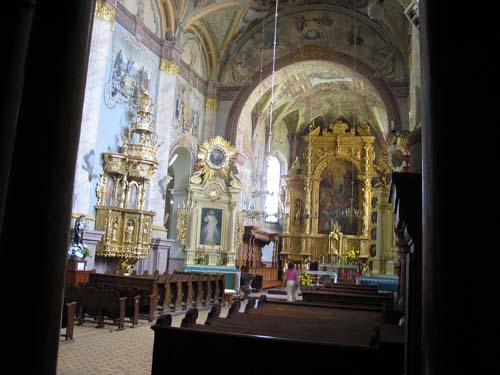
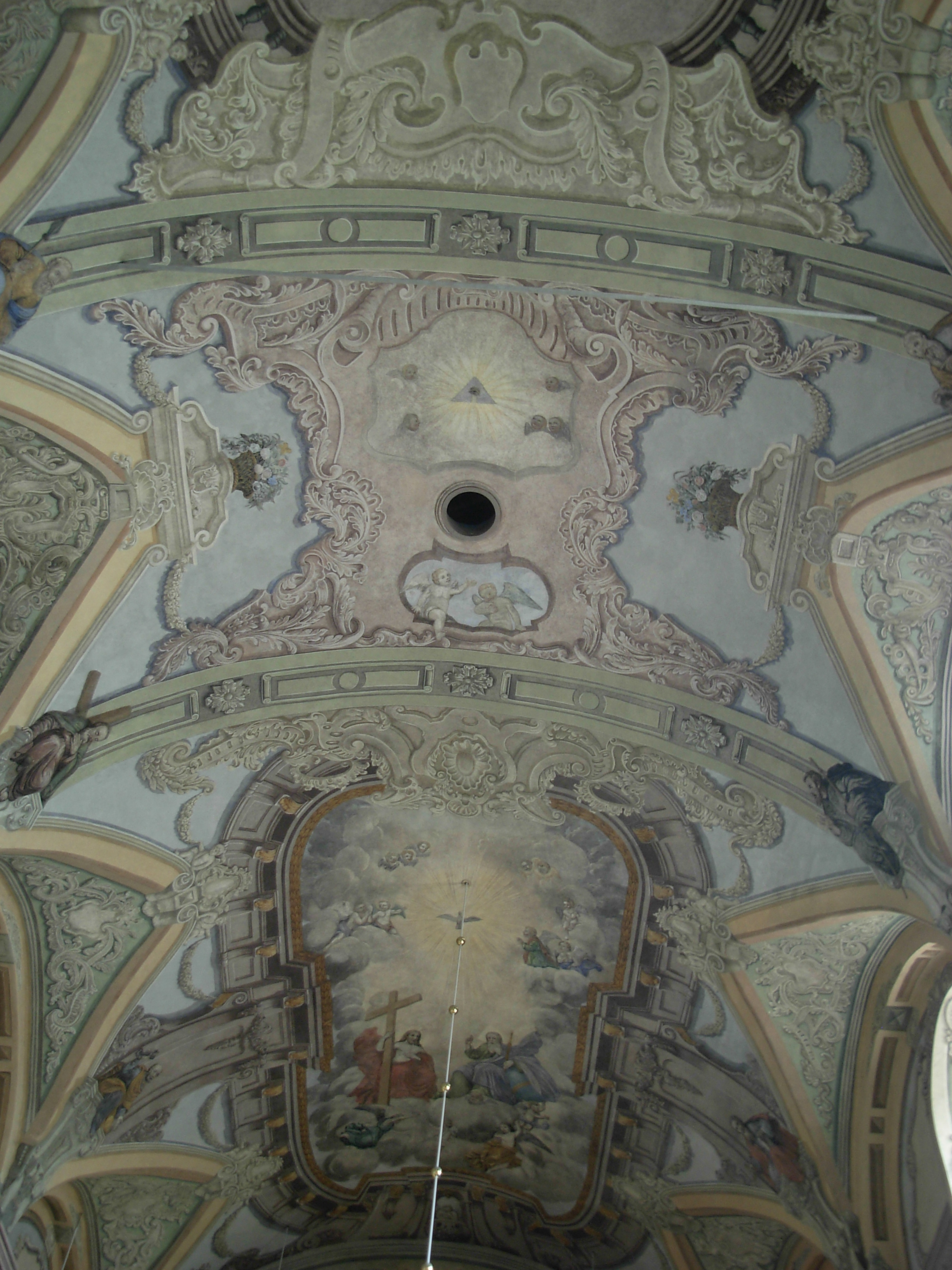
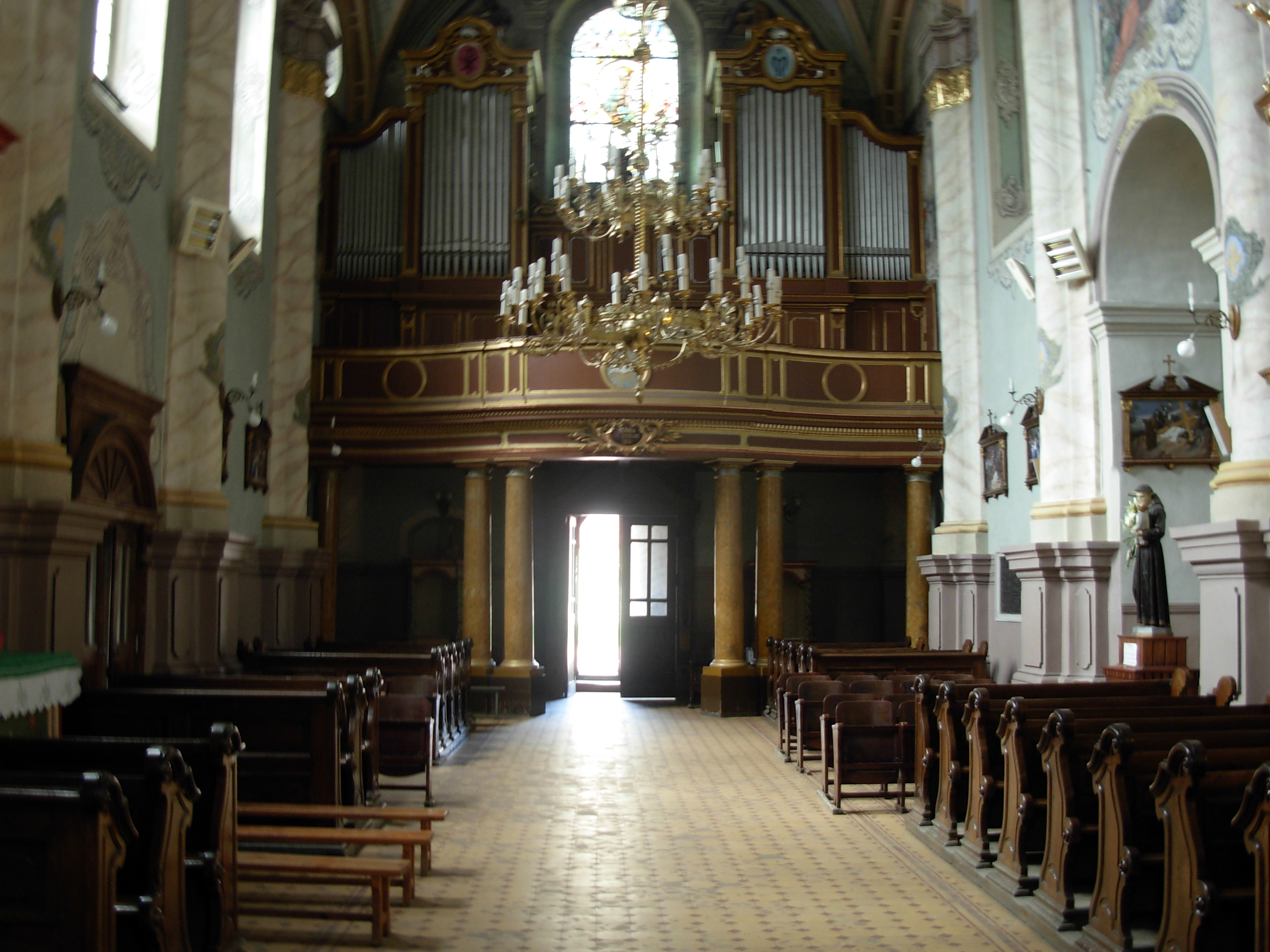
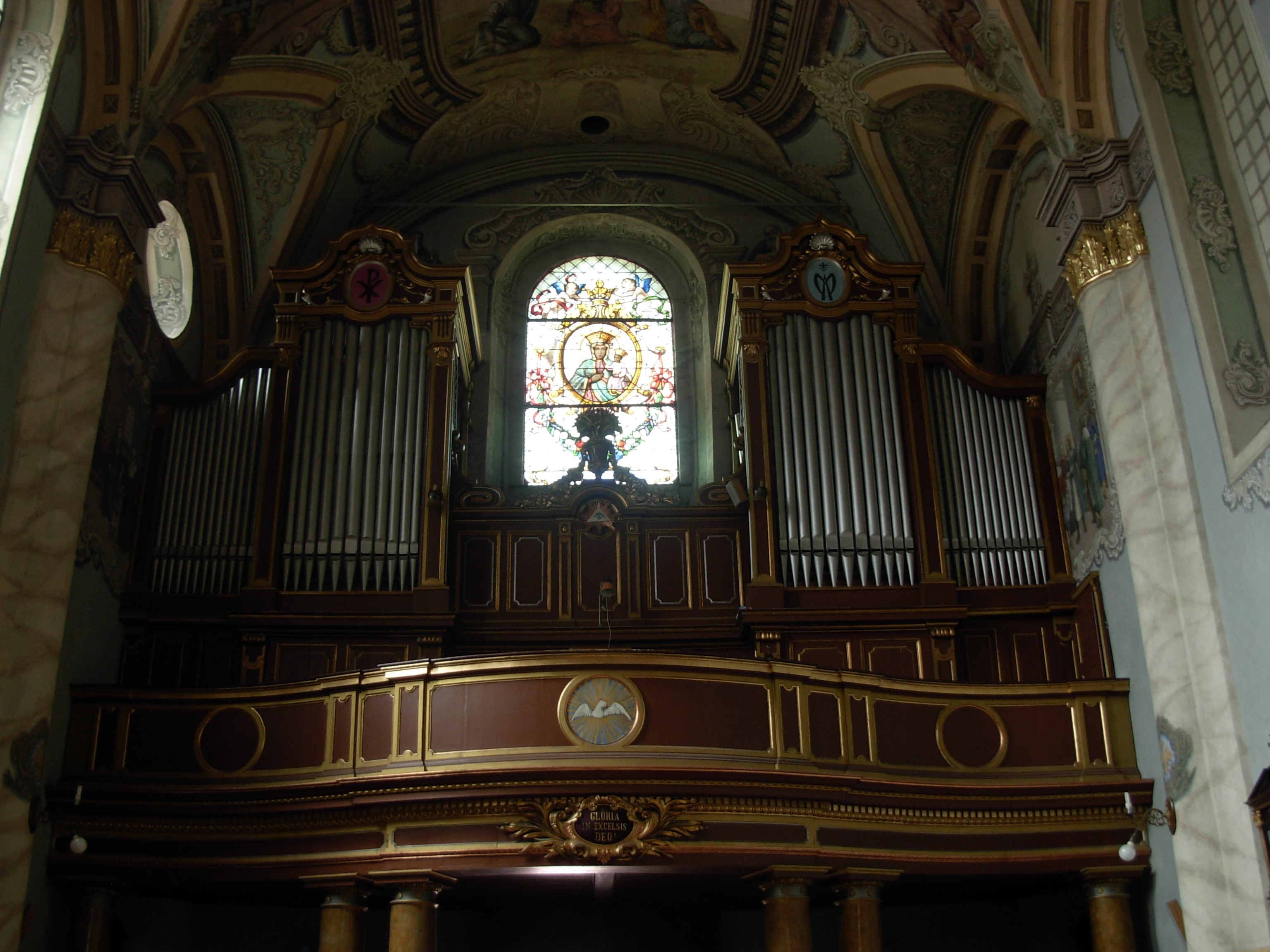